# Howhannes Gabuzjan
Howhannes Gabuzjan (orm.: Հովհաննես Գաբուզյան; ur. 19 maja 1995) – ormiański szachista, arcymistrz od 2012 roku.

## Kariera szachowa
Wielokrotnie reprezentował barwy Armenii na mistrzostwach świata i Europy juniorów w różnych kategoriach wiekowych, zdobywając cztery srebrne medale (Albena 2011 – ME do 16 lat, Praga 2012 – ME do 18 lat, Maribor 2012 – MŚ do 18 lat, Budva 2013 – ME do 18 lat). Dwukrotnie uczestniczył w szachowych olimpiadach juniorów do 16 lat, zdobywając cztery medale: dwa złote (2010 – wspólnie z drużyną oraz za indywidualny wynik na III szachownicy) oraz srebrny i brązowy (oba w 2011 – srebrny wspólnie z drużyną, brązowy za indywidualny wynik na II szachownicy). Był też wielokrotnym medalistą mistrzostw Armenii juniorów, m.in. trzykrotnie złotym, w latach 2009 (do 14 lat), 2010 (do 16 lat) i 2011 (do 16 lat).
Normy na tytuł arcymistrza wypełnił w 2012 r. podczas mistrzostw Europy w Płowdiwie oraz w Albenie. W 2014 r. zwyciężył w otwartym turnieju w Warnie oraz zdobył tytuł indywidualnego mistrza Armenii.
Najwyższy ranking w dotychczasowej karierze osiągnął 1 maja 2016 r., z wynikiem 2620 punktów.